# Jerusalem (Anouk)
Jerusalem is een hitsingle van de Nederlandse zangeres Anouk uit 2005. Het is de derde single van haar vierde studioalbum Hotel New York.
Het nummer haalde slechts de 20e positie in de Nederlandse Top 40, maar is in de eindejaarslijst van NPO Radio 2, de Top 2000 sinds 2007 vertegenwoordigd.

## NPO Radio 2 Top 2000
| Nummer met noteringen in de NPO Radio 2 Top 2000 | '07 | '08  | '09 | '10 | '11 | '12 | '13 | '14  | '15  | '16  | '17  | '18  | '19  | '20  | '21  | '22  | '23  |
| ------------------------------------------------ | --- | ---- | --- | --- | --- | --- | --- | ---- | ---- | ---- | ---- | ---- | ---- | ---- | ---- | ---- | ---- |
| Jerusalem                                        | 609 | 1891 | 900 | -   | 988 | 821 | 987 | 1137 | 1304 | 1469 | 1279 | 1257 | 1317 | 1266 | 1485 | 1606 | 1590 |

1. ↑  Een '-' betekent dat het nummer niet was genoteerd en een vetgedrukt getal geeft de hoogste notering aan.
2. ↑  2007 was het eerste jaar met een notering voor dit nummer.
3. ↑  Deze tabel is bijgewerkt tot en met de laatste editie (2024).